# Crotophaga
Crotophaga là một chi chim trong họ Cuculidae.

## Hình ảnh

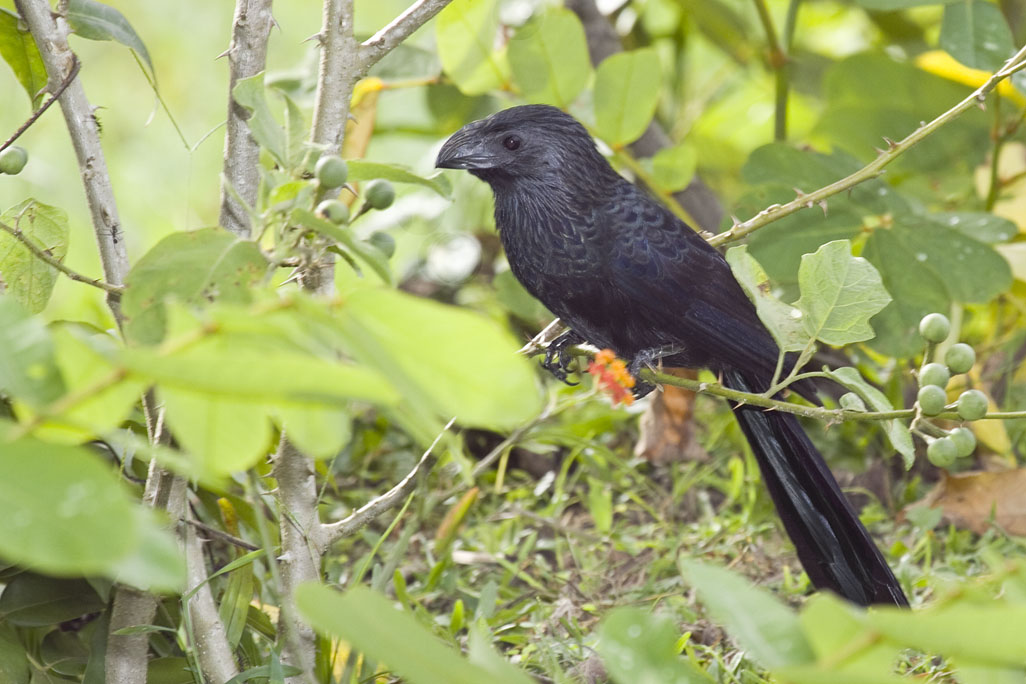
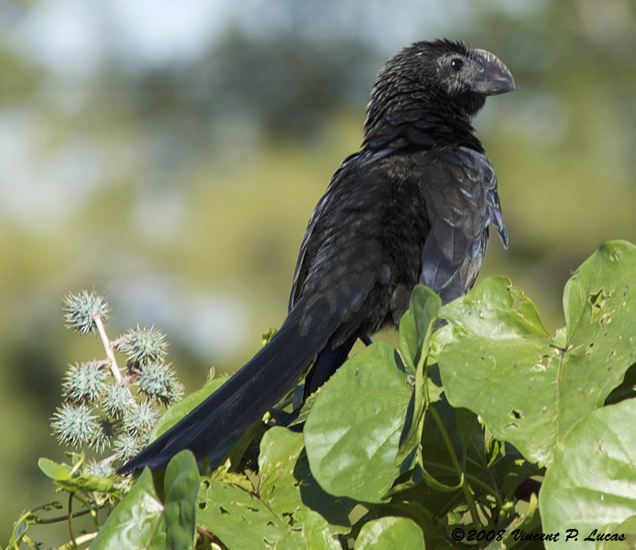
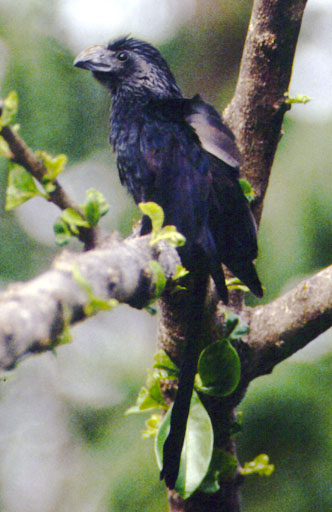
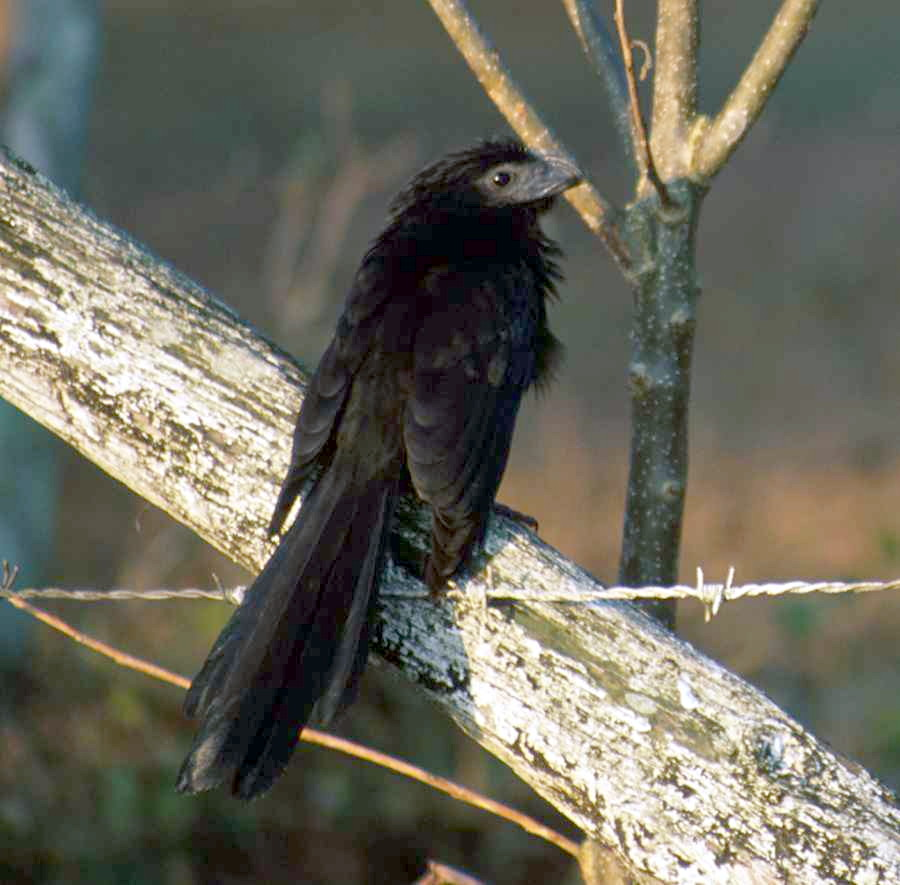
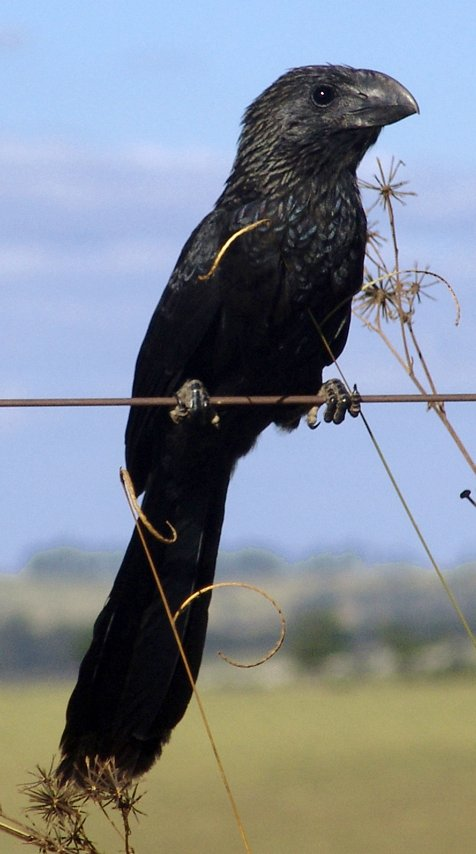

## Các loài
- Crotophaga major
- Crotophaga ani
- Crotophaga sulcirostris